# Rue de l'Orient-Express
Pour les articles homonymes, voir Orient-Express.
La rue de l’Orient-Express est une voie du 1er arrondissement de Paris, en France.

## Situation et accès
La rue de l'Orient-Express est une voie située dans le 1er arrondissement de Paris.
Elle débute au palier de la porte Lescot du niveau -4 du Forum des Halles et finit en impasse.
Elle communique avec la rue des Piliers par un escalier.

## Origine du nom

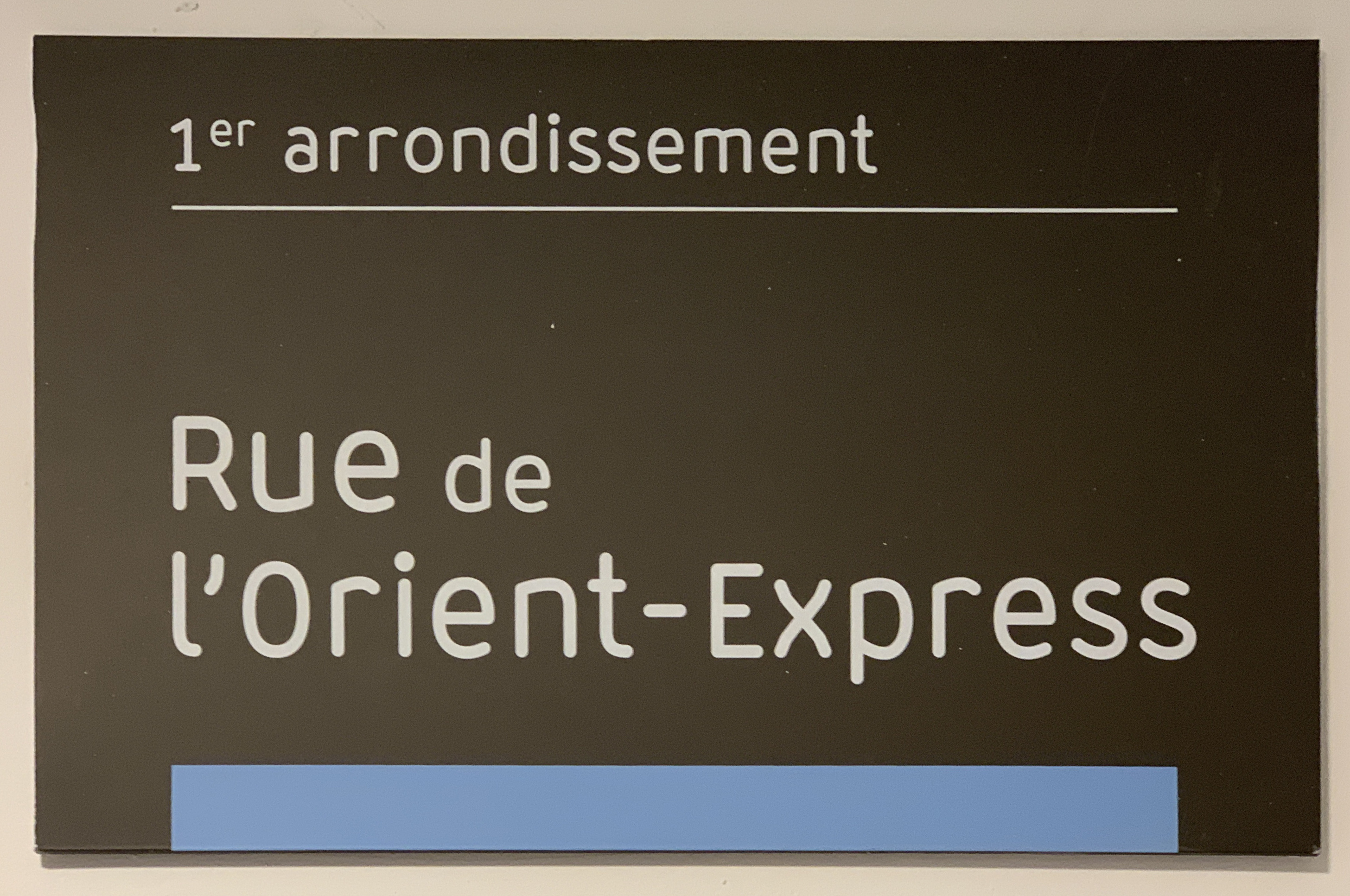
Plaque de la rue.

Cette voie a été créée lors de l’aménagement du secteur Forum Central des Halles (Forum des Halles) en 1979.
En impasse elle desservait de 1979 à 1983 une boite de nuit nommée Orient-Express en référence au train de légende et à la proximité immédiate de la gare des Halles.
Remplacée par un complexe de cinéma éponyme en 1983 et fermé en 2014, son nom a été attribué par arrêté municipal du 18 décembre 1996.

## Bâtiments remarquables et lieux de mémoire
- No 1, rue de l’Orient-Express ; ou 3, 7, 9, rue de l’Orient-Express[1] ; ou rue de l’Orient-Express[2] : cinéma UGC Orient-Express.
- No 2, rue de l’Orient-Express : bureau de La Poste.

## Pour approfondir